# BYD Shark
BYD Shark – samochód osobowy typu pickup klasy średniej produkowany pod chińską marką BYD od 2024 roku.

## Historia i opis modelu

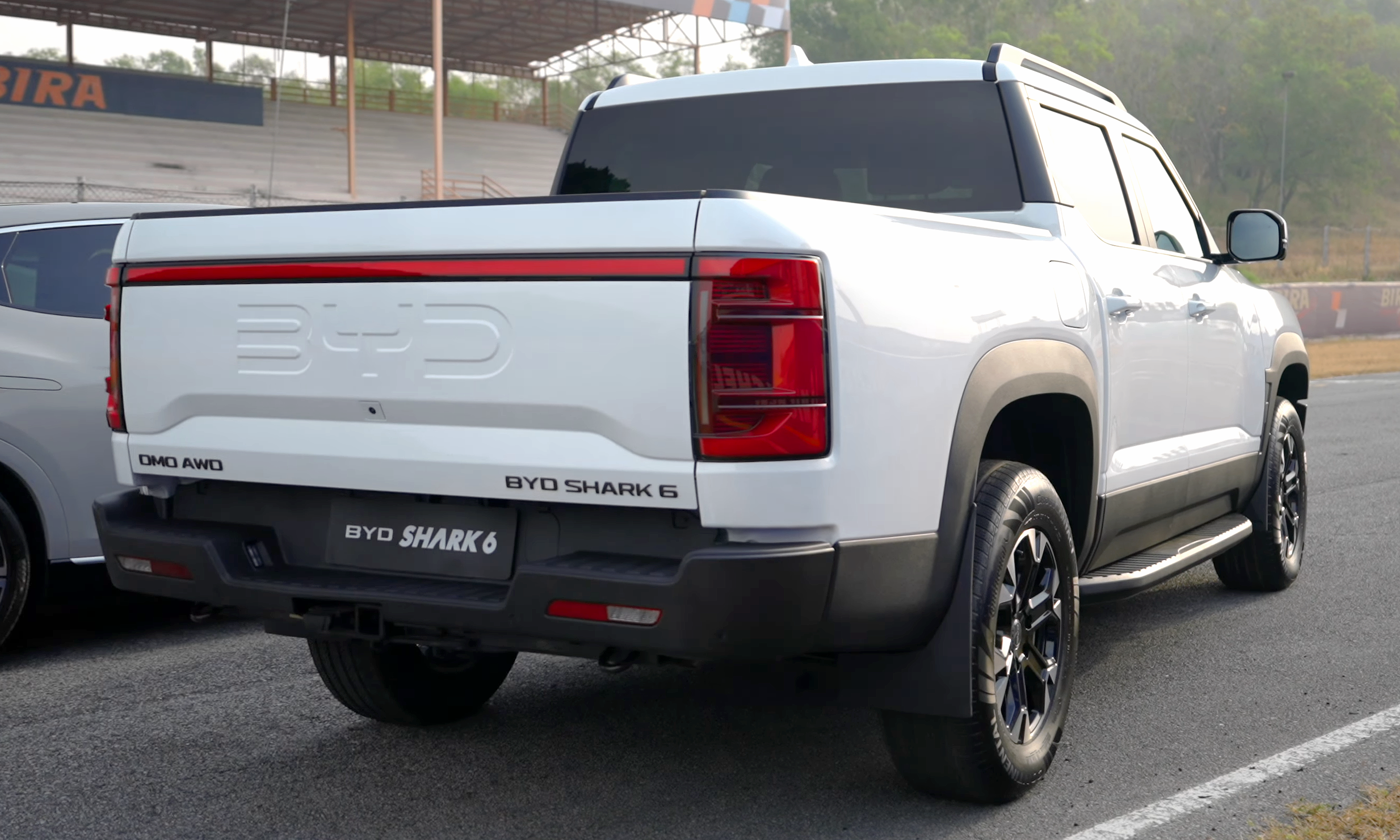
BYD Shark - tył

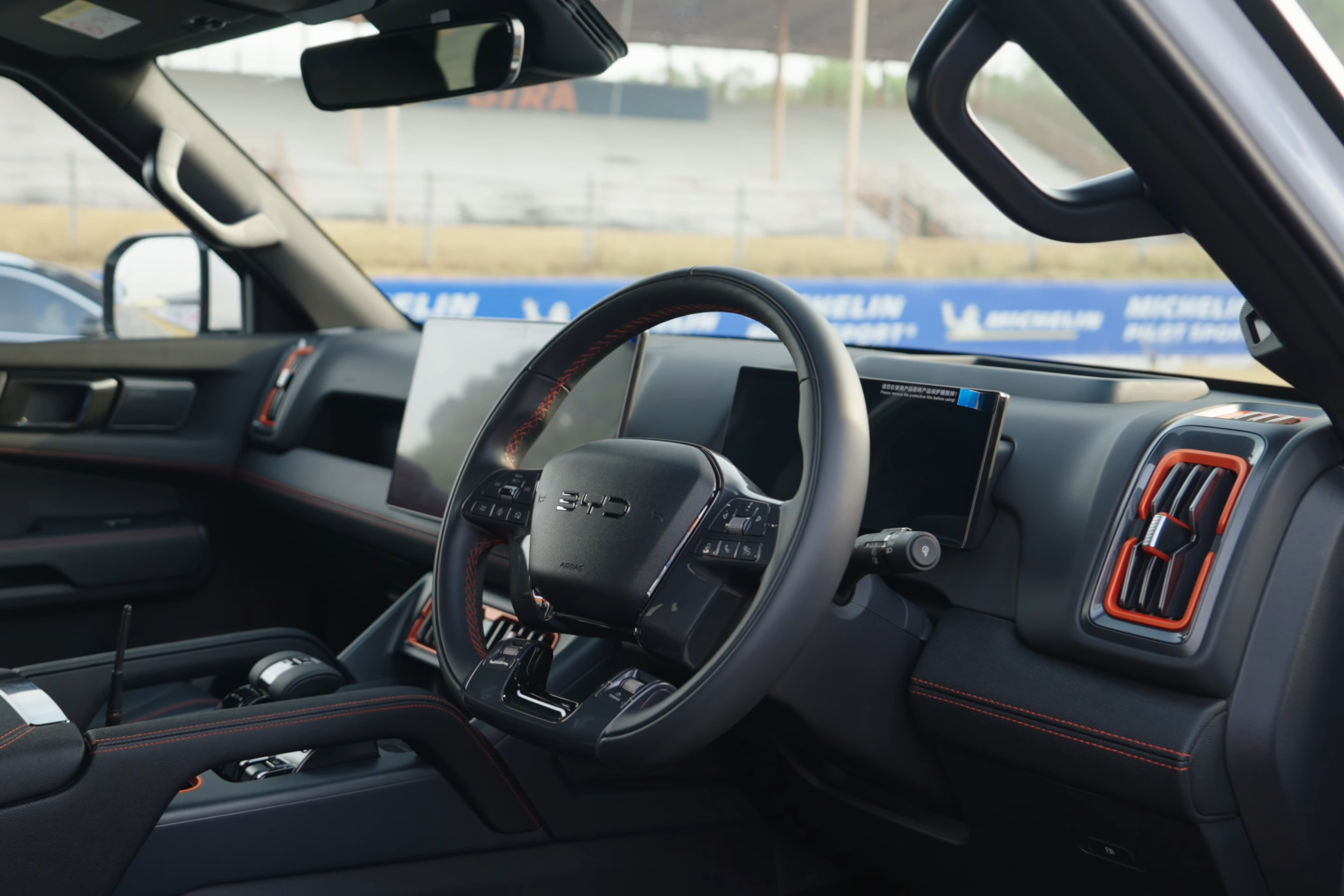
BYD Shark - tył

BYD Shark zadebiutował w maju 2024 roku jako pierwszy pickup w historii portfolio chińskiej firmy. Choć projekt stylistyczny opracowany został przez autora wyglądu wszystkich modeli chińskiej firmy z przełomu drugiej i trzeciej dekady XXI wieku Wolfganga Eggera, tak samochód wyraźnie odróżnił się od innych produktów BYD. Kanciastą, foremną sylwetkę z przodu zwieńczyły pionowe, prostokątne reflektory połączone u góry listwą świetlną i umieszczonym pod ną dużym logo firmy, podobny motyw zachowując także w tylnej części nadwozia. Pod kątem wymiarów BYD Shark stał się nadjłuższym modelem w klasie z ponad 5,45-metrowym nadwoziem.
Kabina pasażerska została we wzornictwie tożsamym z osobowymi modelami BYD Auto, z masywną, wysoko zabudowaną i pionową deską rozdzielczą oraz obszernym tunelem środkowym tworzonym przez szeroki podłokietnik, uchwyty i pojemniki na kubki. Przed kierowcą znalazł się szeroki, 10,25 calowy wyświetlacz cyfrowych zegarów, z kolei na środku deski rozdzielczej umieszczono obszerny, obracający się w zakresie 90 stopni dotykowy wyświetlacz systemu multimedialnego o przekątnej 12,8 cala.
BYD Shark został pickupem z 4-drzwiową kabiną pasażerską oraz dwoma rzędami siedzeń, posiadając maksymalny uciąg do 2500 kilogramów oraz maksymalną ładowność do 835 kilogramów. Samochód wyposażono w system kamer 360 stopni, a także dodatkowy zestaw kamer przedstawiających sytuację pod pojazdem w zakresie 180 stopni.

### Sprzedaż
W przeciwieństwie do innych modeli firmy, BYD Shark został zbudowany głównie z myślą o globalnych rynkach zbytu na czele z Meksykiem, gdzie zadebiutował w pierwszej kolejności jako odpowiedź na konstrukcje amerykańskie i japońskie. Podstawowy egzemplarz został tam wyceniony, w momencie rynkowej premiery w maju 2024, na 899 980 peso. W październiku tego samego roku samochód pod nazwą BYD Shark 6 trafił do sprzedaży także w Australii i Nowej Zelandii.

### Dane techniczne
W przeciwieństwie do konkurencji, BYD Shark nie został wyposażony w klasyczny spalinowy układ napędowy z jednostkami wysokoprężnymi, lecz tożsamy z innymi konstrukcjami firmy układ hybrydowy. Wykorzystano benzynowy turbodoładowany silnik o pojemności 1,5 litra razem z dwiema jednostkami elektrycznymi napędzającymi obie osie, łącznie rozwijając 430 KM. Bateria o pojemności 29,58 kWh pozwala w trybie czysto elektrycznym przejechać do 100 kilometrów, a w cyklu mieszanym BYD Shark może przejechać do 840 kilometrów przy średnim zużyciu paliwa 7,5 litra na 100 kilometrów.